# André de Vanny
André de Vanny est un acteur australien né le 14 septembre 1984 à Melbourne, en Australie. Il vit à Melbourne.

## Biographie
Il a appris à jouer la comédie dans des productions scolaires et des pièces de théâtre amateur. Bien qu'il ait auparavant joué de petits rôles pour un épisode dans les séries MDA (épisode A closer Walk) (2003) et Blue Heelers (épisode  Losing the road) (2003), son premier rôle en tant que personnage régulier dans une série est celui de Toby Johnson dans la série australienne Wicked Sciences, nommée Coups de génie en France. Il a ensuite joué dans la mini-série américaine Salem's Lot.

## Filmographie complète
- 2003 : A Closed Walk Joshua Tranter
- 2003 : MDA Joshua Tranter
- 2003 : Blue Heelers Marky Emmett
- 2003 : Losing the Road Marky Emmett
- 2003-2006 : Coups de génie Toby Johnson
- 2004 : Salem's lot Danny Glick
- Swing : Noah
- 2005 : Hercules Young Iphicles
- 2005 : Hating Alison Ashley Tom
- 2006 : Nightmares and Dreamscapes: From the strories of Stephen Kings Skater Boy